# Маккарти, Даррен
Даррен Дуглас Маккарти (англ. Darren Douglas McCarty; род. 1 апреля 1972, Бернаби) — бывший канадский хоккеист, игравший на позиции правого нападающего; в составе «Детройт Ред Уингз» четырёхкратный обладатель Кубка Стэнли (1997, 1998, 2002, 2008).

## Карьера

### Игровая карьера
На молодёжном уровне в течение трёх сезонов играл за «Бельвиль Буллз», где по итогам сезона 1991/92 заработал 127 очков и получил приз Джим Мэйхон Мемориал Трофи, как лучший бомбардир среди правых нападающих в ОХЛ. По окончании сезона был выбран на драфте НХЛ выбран в 2-м раунде под общим 46-м номером клубом «Детройт Ред Уингз», но при этом в сезоне 1992/93 он играл за фарм-клуб «Ред Уингз» «Адирондак Ред Уингз», где заработал за сезон 36 очков.
Дебютировал в НХЛ за «Ред Уингз» в сезоне 1993/94, заработав по итогам дебютного сезона 26 очков. Отыграв 11 сезонов в составе «Ред Уингз», в которых он стал одним из ключевых творцов успеха команды, которая в 1997, 1998 и 2002 годах завоевала три Кубка Стэнли.
Маккарти из-за локаута в НХЛ в сезоне 2004/2005 стал свободным агентом и 2 августа 2005 года перешёл в «Калгари Флэймз», где отыграл два сезона. По окончании сезона 2006/07 стал игроком «Флинт Дженералз», за который сыграл 11 матчей.
В феврале 2008 года было объявлено о его возвращении в «Ред Уингз», с которым в конце сезона он завоевал свой четвёртый Кубок Стэнли. В сезоне 2008/09 Маккарти сыграл 13 матчей в НХЛ, но в ноябре 2008 года получил травму нижней части тела и выбыл из игры на три месяца. В феврале 2009 года после восстановления был отправлен в фарм-клуб «красных крыльев» «Гранд-Рапидс Гриффинс», где доиграл оставшуюся часть сезона, по окончании которого стал свободным агентом и в декабре 2009 года объявил о завершении игровой карьеры.

### Карьера теле- и радиоведущего
Завершив карьеру игрока стал спортивным аналитиком, а затем телеведущим радиопередач, где обсуждались и спортивные и бытовые темы.